# Caragana leiocalycina
Caragana leiocalycina là một loài thực vật có hoa trong họ Đậu. Loài này được (Hub.-Mor.) Hub.-Mor. miêu tả khoa học đầu tiên năm 1983.